# Salmo 125

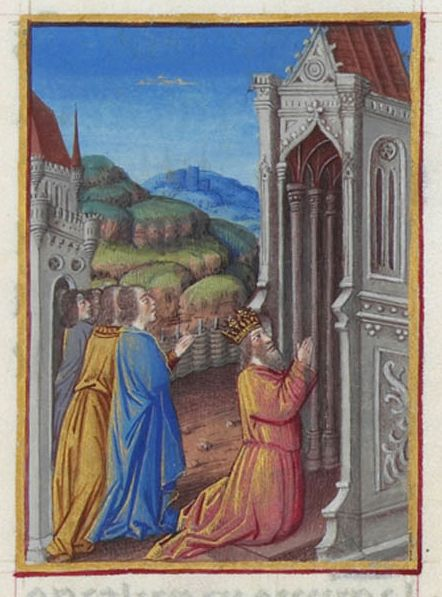
Ilustración para el Salmo 125 de Très Riches Heures du Duc de Berry

El Salmo 125 es el salmo 125 del Libro de los Salmos, que comienza en inglés en la versión de King James: «Los que confían en el Señor serán como el monte Sion». En latín, se conoce como «Qui confidunt in Domino».  El Libro de los Salmos forma parte de la tercera sección del Biblia en hebreo, y es un libro del cristiano Antiguo Testamento. El Salmo 125 es uno de los quince salmos que comienzan con las palabras «Un cántico de los peregrinos» (Shir Hama'alot).
En el sistema de numeración ligeramente diferente utilizado en la Septuaginta griega y la Vulgata latina, este salmo es el «Salmo 124».
El salmo forma parte habitual de las liturgias judía, católica, luterana, anglicana y otras liturgias protestantes. 

## Texto
La siguiente tabla muestra el texto en hebreo del Salmo con vocales, junto con el texto en griego koiné de la Septuaginta y la traducción al español de la Biblia del Rey Jacobo. Tenga en cuenta que el significado puede diferir ligeramente entre estas versiones, ya que la Septuaginta y el texto masorético provienen de tradiciones textuales diferentes. En la Septuaginta, este salmo está numerado como Salmo 124.
| # | Hebreo                                                                  | Español | Griego |
| - | ----------------------------------------------------------------------- | --- | --- |
| 1 | שִׁ֗יר הַֽמַּ֫עֲל֥וֹת הַבֹּטְחִ֥ים בַּיהֹוָ֑ה כְּֽהַר־צִיּ֥וֹן לֹא־יִ֝מּ֗וֹט לְעוֹלָ֥ם יֵשֵֽׁב׃                     | (Unos Cánticos de Ascensión.) Los que confían en el Señor serán como el monte Sión, que no puede ser removido, sino que permanece para siempre. | ᾿ῼδὴ τῶν ἀναβαθμῶν. - ΟΙ ΠΕΠΟΙΘΟΤΕΣ ἐπὶ Κύριον ὡς ὄρος Σιών· οὐ σαλευθήσεται εἰς τὸν αἰῶνα ὁ κατοικῶν ῾Ιερουσαλήμ.                    |
| 2 | יְֽרוּשָׁלַ֗͏ִם הָרִים֮ סָבִ֢יב לָ֥֫הּ וַ֭יהֹוָה סָבִ֣יב לְעַמּ֑וֹ מֵ֝עַתָּ֗ה וְעַד־עוֹלָֽם׃                      | Como las montañas rodean Jerusalén, así rodea el Señor a su pueblo desde ahora y para siempre.                                                  | ὄρη κύκλῳ αὐτῆς, καὶ ὁ Κύριος κύκλῳ τοῦ λαοῦ αὐτοῦ ἀπὸ τοῦ νῦν καὶ ἕως τοῦ αἰῶνος.                                                    |
| 3 | כִּ֤י לֹ֪א יָנ֡וּחַ שֵׁ֤בֶט הָרֶ֗שַׁע עַל֮ גּוֹרַ֢ל הַֽצַּדִּ֫יקִ֥ים לְמַ֡עַן לֹא־יִשְׁלְח֖וּ הַצַּדִּיקִ֨ים בְּעַוְלָ֬תָה יְדֵיהֶֽם׃ | Porque la vara de los impíos no estará sobre el sorteo de los justos, para que los justos no extiendan sus manos a la iniquidad.                | ὅτι οὐκ ἀφήσει Κύριος τὴν ῥάβδον τῶν ἁμαρτωλῶν ἐπὶ τὸν κλῆρον τῶν δικαίων, ὅπως ἂν μὴ ἐκτείνωσιν οἱ δίκαιοι ἐν ἀνομίαις χεῖρας αὐτῶν. |
| 4 | הֵיטִ֣יבָה יְ֭הֹוָה לַטּוֹבִ֑ים וְ֝לִישָׁרִ֗ים בְּלִבּוֹתָֽם׃                                      | Haz bien, oh Señor, a los que son buenos, y a los rectos de corazón.                                                                            | ἀγάθυνον, Κύριε, τοῖς ἀγαθοῖς καὶ τοῖς εὐθέσι τῇ καρδίᾳ·                                                                              |
| 5 | וְהַמַּטִּ֤ים עֲֽקַלְקַלּוֹתָ֗ם יוֹלִיכֵ֣ם יְ֭הֹוָה אֶת־פֹּעֲלֵ֣י הָאָ֑וֶן שָׁ֝ל֗וֹם עַל־יִשְׂרָאֵֽל׃                 | En cuanto a los que se apartan por sus caminos torcidos, el Señor los llevará con los que hacen iniquidad, pero la paz será sobre Israel.       | τοὺς δὲ ἐκκλίνοντας εἰς τὰς στραγγαλιὰς ἀπάξει Κύριος μετὰ τῶν ἐργαζομένων τὴν ἀνομίαν εἰρήνη ἐπὶ τὸν ᾿Ισραήλ.                        |

### Versión Reina-Valera 1960
1. Los que confían en el Señor serán como el monte Sión, que no puede ser removido, sino que permanece para siempre.
2. Como las montañas están alrededor de Jerusalén, así el Señor está alrededor de su pueblo desde ahora y para siempre.
3. Porque la vara de los impíos no descansará sobre la suerte de los justos; no sea que los justos extiendan sus manos a la iniquidad.
4. Haz el bien, oh Señor, a los que son buenos y a los que son rectos de corazón.
5. En cuanto a los que se desvían por sus caminos tortuosos, el Señor los llevará junto con los que obran maldad; pero la paz estará sobre Israel.

## Comentarios

### De la Iglesia católica

#### A todo el salmo
Tras celebrar la liberación del pueblo en el Salmo 124, el Salmo 125 proclama la confianza y seguridad de los justos en el Señor. El simbolismo del monte Sión, presente desde el inicio, convierte este canto en una expresión adecuada para los peregrinos que llegan a Jerusalén. La configuración geográfica de la ciudad, asentada entre montañas, inspira la certeza de que así como Jerusalén está rodeada de colinas, también el pueblo está protegido por el Señor. El salmo se abre con dos imágenes: la estabilidad del monte Sión como reflejo de la firmeza de quienes confían en Dios (v. 1), y la permanente protección divina que los rodea (v. 2). Luego se afirma que el dominio del impío no se impondrá sobre el justo (v. 3), y concluye con una oración que pide el bien para los justos, la ruina para los malvados y la paz para todo Israel (vv. 4-5). Desde la fe cristiana, esta confianza encuentra plenitud en Cristo, que ha dado solidez a su Iglesia. Ella es la nueva Jerusalén, cuidada con amor por su Esposo, y permanece firme frente a cualquier amenaza, pues las puertas del infierno no prevalecerán contra ella (cf. Mt 16,18).

La Iglesia del Señor, edificada sobre la roca apostólica, se mantiene inconmovible entre los escollos del mundo y, apoyada en tan sólido fundamento, persevera firme contra los golpes de las olas bravías. Se ve rodeada por las olas, pero no resquebrajada, y, aunque muchas veces los elementos de este mundo la sacudan con gran estruendo, cuenta con el puerto segurísimo de la salvación para acoger a los fatigados navegantes.

#### A los versículos 1-3
La imagen del monte Sión, sólido y estable, sobre el que se asentaba Jerusalén, transmite con fuerza la idea de firmeza. Esa impresión de solidez se convierte en símbolo de la estabilidad interior de quien pone su confianza en el Señor: no se tambalea, permanece firme. Del mismo modo, la cadena montañosa que rodea Jerusalén —constante e inalterable— se utiliza como comparación del cuidado permanente y seguro que Dios ejerce sobre su pueblo. Así, la geografía misma se transforma en lenguaje teológico: lo visible expresa la fidelidad inquebrantable del Señor. La convicción de que el Señor protege a su pueblo (vv. 1-2) se confronta ahora con una realidad difícil: el dominio de un poder extranjero. La expresión «el cetro del impío» (v. 3) alude posiblemente al gobierno de los reyes persas sobre Judá, tras el exilio. Bajo ese dominio, el pueblo se ve expuesto a influencias contrarias a su fe: idolatría, prácticas paganas y modos de vida ajenos a la alianza. Aun así, el salmista sostiene que ese poder no prevalecerá indefinidamente, pues si lo hiciera, incluso los justos podrían verse arrastrados al mal. La oración, entonces, es también un acto de resistencia espiritual y de esperanza en la justicia de Dios.

#### A los versículos 4-5
En los últimos versículos del salmo, se eleva una súplica a Dios para que actúe con justicia: que conceda el bien a los que obran rectamente y aparte a los que siguen caminos torcidos. Cada uno es puesto ante la responsabilidad de su conducta. Esta petición refleja una profunda confianza en el juicio del Señor, que no permanece indiferente ante el bien o el mal. La exclamación final —«¡Paz sobre Israel!»— extiende a todo el pueblo el anhelo de prosperidad y bienestar que, en el Salmo 122,6-9, se dirigía particularmente a Jerusalén. Es una invocación que desea la paz como don de Dios para todos los que le son fieles.

¿Cuál es esta Sión sino aquella misma que antes se llamaba Jerusalén? Y ella misma era aquel monte al que la Escritura se refiere cuando dice: El monte Sión donde pusiste tu morada; y el Apóstol: Os habéis acercado al monte Sión. ¿Acaso de esta forma se estará aludiendo al coro apostólico, escogido de entre el primitivo pueblo de la circuncisión? Y esta Sión y Jerusalén es la que recibió la salvación de Dios, la misma que a su vez se yergue sublime sobre el monte de Dios, es decir, sobre su Verbo unigénito: a la cual Dios manda que, una vez ascendida la sublime cumbre, anuncie la palabra de salvación.

## Versículo 5
En cuanto a los que se desvían por sus caminos torcidos,
El Señor los alejará
Con los trabajadores de la iniquidad.
¡La paz sea con Israel!
Para «caminos torcidos», la Vulgata tiene las palabras «en obligaciones», traducidas en la Edición Americana de Douay-Rheims 1899 como «como desviarse hacia las obligaciones».
La oración final por la paz en Israel se repite al final del Salmo 128. Es mejor tomarla como una «cláusula separada», según el  Pulpit Commentary.

## Usos

### Judaísmo
Este salmo se recita en algunas comunidades después de Minjá entre Sucot y Shabat Hagadol.

### Iglesia católica
Alrededor del año 530, San Benedicto de Nursia utilizó este salmo para el oficio de Sexta de martes a sábado, después del Salmo 123 y el 124, según la Regla de San Benito. Hoy en día se utiliza en la Liturgia de las Horas, recitándose o cantándose en vísperas el lunes de la tercera semana del ciclo litúrgico semanal. Para facilitar la comprensión en la Liturgia de las horas cada salmo tiene un título en rojo (rúbrica) que no forma parte del salmo. El título del Salmo 125 es El Señor vela por su pueblo.

### Iglesia ortodoxa copta
En el Agpeya, el libro de horas de la Iglesia copta, este salmo se reza en el oficio de Vísperas y la segunda vigilia del oficio de medianoche.

## Arreglos musicales
Heinrich Schütz compuso un arreglo de una paráfrasis métrica en alemán del Salmo 125, «Die nur vertraulich stellen», SWV 230, para el Salterio Becker, publicado por primera vez en 1628.

## En la cultura popular
El versículo 2 fue adaptado a la canción Yerushalayim por el grupo pop ortodoxo Miami Boys Choir.